# Tschernitz
Tschernitz é um município da Alemanha, situado no distrito de Spree-Neiße, no estado de Brandemburgo. Tem 13,23 km² de área, e sua população em 2019 foi estimada em 1.228 habitantes.